# Merci, chérie
«Merci, Chérie» ("Gracias, querida") fue la canción ganadora del Festival de la Canción de Eurovisión 1966 interpretada por Udo Jürgens, representante de Austria. La canción fue interpretada en alemán, salvo las palabras en francés del título. 
La canción es una balada en la que el cantante agradece a su amante los buenos tiempos y los pensamientos positivos en el momento en el que la está dejando. 
Fue sucedida como ganadora de Eurovisión por la canción «Puppet on a String», interpretada por Sandie Shaw representante del Reino Unido en el Festival de la Canción de Eurovisión 1967.